# Marchesato di Castiglione
Il Marchesato di Castiglione fu feudo di uno dei rami cadetti della famiglia Gonzaga, i Gonzaga di Castel Goffredo, Castiglione e Solferino.
Esso si formò nel XV secolo quando a governarlo venne chiamato il marchese Ferrante Gonzaga
(Ferdinando I), erede secondogenito del marchese Aloisio e terminò nel 1659 con il marchese Ferdinando I Gonzaga, che ricevette la nomina di Principe di Castiglione.

## Storia

### Le origini
Il primo signore di Castiglione fu Alessandro Gonzaga, terzo figlio del marchese di Mantova, Gianfrancesco, che ricevette i feudi di Castiglione, Solferino e Castel Goffredo alla sua morte avvenuta nel 1444. Alessandro morì improvvisamente senza eredi nel 1466 lasciando le sue terre in eredità al fratello Ludovico detto il Turco, secondo marchese di Mantova. Dopo la sua scomparsa avvenne lo smembramento dello stato gonzaghesco fra i suoi cinque figli ed ebbero origine le diverse "signorie mantovane". A Rodolfo vennero assegnate le terre di Castiglione delle Stiviere, Castel Goffredo, Solferino, Luzzara e Poviglio. Fu ferito a morte nella battaglia di Fornovo.

### Il marchese Aloisio Gonzaga
Gli successe il figlio Aloisio sotto la tutela dello zio Francesco sino al 1511 quando divenne marchese di Castel Goffredo, Castiglione e Solferino e capostipite del ramo cadetto dei "Gonzaga di Castel Goffredo". Nel 1515 l'imperatore Massimiliano I lo investì nei suoi feudi ed Aloisio scelse Castel Goffredo come capitale del marchesato.
Alla morte di Aloisio, nel 1549, avvenne lo smembramento del piccolo stato. La guida del marchesato di Castel Goffredo toccò al figlio primogenito Alfonso. Agli altri figli Ferrante ed Orazio toccarono rispettivamente le terre di Castiglione e Solferino.

### Fine del marchesato
Il marchesato di Castiglione durò sino al 1659 con il V marchese Ferdinando I Gonzaga, quando ricevette la nomina di primo Principe di Castiglione. Il principato terminò nel 1707 con l'ultimo principe Ferdinando II Gonzaga, fuggito dalla capitale del feudo.

## Marchesi di Castiglione

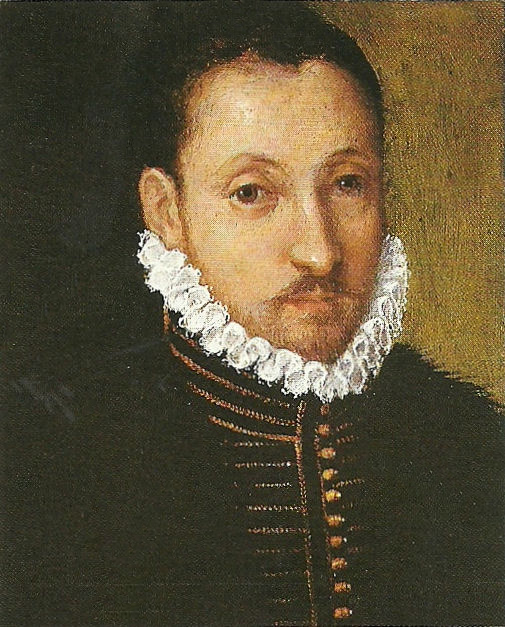
Ferrante Gonzaga, primo marchese di Castiglione

- 1579-1586: Ferdinando I (I marchese di Castiglione)

sposò nel 1566 Marta Tana di Santena
- 1586-1593: Rodolfo II (1569-1593), secondo figlio dei precedenti (II marchese di Castiglione e III marchese di Castel Goffredo). (Il più anziano, Luigi Gonzaga (1568-1591), rinuncia ai suoi diritti, diventa gesuita e sarà canonizzato)

sposò nel 1588 Elena Aliprandi, senza discendenza maschile

## Marchesi di Castiglione delle Stiviere e Marchesi di Medole
- 1593-1616: Francesco (1577-1616), fratello del precedente (III marchese di Castiglione e I marchese di Medole)[1]

sposò nel 1598 Bibiana von Pernstein
- 1616-1636 : Luigi I (1611-1636), figlio dei precedenti (IV marchese di Castiglione e II marchese di Medole)

sposò Laura del Bosco Ventimiglia
- 1636-1659: Ferdinando II (1614-1675), fratello del precedente (V marchese di Castiglione e III marchese di Medole)

## Marchesi poi principi di Castiglione delle Stiviere e Marchesi di Medole (fino al 1680)
- 1659-1675: Principe Ferdinando II (I principe di Castiglione)

sposò nel 1644 la principessa Olimpia Sforza di Caravaggio, senza discendenza maschile
- 1675-1680: Principe Carlo (1616-1680), cugino del precedente (II principe di Castiglione e IV marchese di Medole)

sposò nel 1643 Isabella Martinengo
- 1680-1707: Principe Ferdinando III (1648-1723), figlio dei precedenti (III principe di Castiglione e V marchese di Medole)

sposò nel 1680 la principessa Laura Pico della Mirandola

## Pretendenti al principato di Castiglione
- 1707-1723: Principe Ferdinando III (1648-1723)
- 1723-1768: Principe Luigi II (1680-1768), figlio dei precedenti e Leopoldo Gonzaga 1746-1760

Luigi II sposò nel 1715 Anna Anguissola
- 1768-1772: Principe Luigi III (1745-1819), nipote dei precedenti

sposò Elisabetta Costanza Rangoni
Nel 1772 i titoli furono devoluti alla Casa d'Austria, sovrani del Sacro Romano Impero.